# БеНе Лига
БеНе Лига (нидерл. BeNe-league ijshockey) — высшая хоккейная лига Бельгии и Нидерландов. Основана в 2015 году в результате слияния Бельгийской хоккейной лиги и нидерландской Эредивизи, таким образом, стала высшим дивизионом в обеих странах. БеНе Лига состоит из 11 команд, 6 из Нидерландов и 5 из Бельгии.

## Состав команд в сезоне 2020/2021
| Команда            | Город | Основана | Стадион      | Вместимость |
| ------------------ | ----- | -------- | ------------ | ----------- |
| Кайрокс Хийс Хокий | Гаага | 1933     | Де Уитхоф    | 2610        |
| Чифс Лёвен         | Лёвен | 1993     | Айсбан Лёвен | 800         |

| Команда                |
| ---------------------- |
| Дордрехт Лайонз        |
| Эйндховен Кемпханен    |
| Итерс Гелен            |
| Фрисланд Флайерс       |
| ХК Херенталс (Бельгия) |
| Тилбург Трепперс       |
| Неймеген Девилз        |